# Sorj Chalandon
Sorj (Georges) Chalandon (Tunis, 16 mei 1952) is een Franse journalist en schrijver.

## Biographie
Sorj Chalandon maakte carrière bij het dagblad Libération. Hij begon in 1974 als tekenaar en werkte daarna bij de opmaakredactie. Hij werd benoemd tot verslaggever bij redactie binnenland. Later werkte hij voor de redactie buitenland waarvoor hij onder meer reportages maakte over de onlusten en oorlogen in Libanon, Iran, Irak, Somalië en Afghanistan. In 1988 ontving hij de Prix Albert Londres (een Franse prijs voor journalistieke producties) voor zijn artikelen over het conflict in Noord-Ierland (The Troubles) en over het proces tegen Klaus Barbie.
In 2007, Chalandon was inmiddels opgeklommen tot adjunct-chef, maakte hij bekend Libération te verlaten omdat hij het niet eens was met de radicale verandering van koers die Édouard de Rothschild, de nieuwe eigenaar van de krant, eiste van de redactie.
Sinds augustus 2009 is Sorj Chalandon journalist bij het satirische blad Le Canard enchaîné. Hij verzorgt onder andere "La Boîte aux images", de vaste rubriek over films en audiovisuele media.
Chalondon heeft negen romans gepubliceerd. Zijn tweede roman, Une promesse (2006), won de Prix Médicis. In 2011 won hij de Grand Prix du roman de l'Académie française voor Retour à Killybegs, een roman die zich in Noord-Ierland afspeelt. Voor zijn roman Le Quatrième Mur (De vierde wand), ontving hij in 2013 de Prix Goncourt des lycéens.

## Werken in Nederlandse vertaling

#### De vierde wand
De Libanese Burgeroorlog heeft diepe emoties achtergelaten bij Sorg Chalandon. In De vierde wand probeert Chalandon die gevoelens onder woorden te brengen. Hij voert een hoofdpersoon op (George, alter ego van Sorj) die op verzoek van een vriend optreedt als regisseur van het toneelstuk Antigone in de versie van Jean Anouilh. De bedoeling is om het stuk op te voeren in Beiroet, terwijl de burgeroorlog in volle gang is, door acteurs die familiebanden hebben met de verschillende strijdende partijen. Maar George raakt bij een aanval gewond en de voorstelling gaat uiteindelijk niet door. Hij moet terugkeren naar Parijs waar hij moeite heeft om zijn gewone dagelijkse bestaan weer op te pakken.

#### Het beroep van mijn vader
Het beroep van mijn vader is een roman met autobiografische elementen. Een 12-jarige jongen wordt door zijn agressieve, paranoïde vader gedwongen om deel te nemen aan een complot om de Franse president Charles de Gaulle om te brengen vanwege diens bereidheid om te onderhandelen over de onafhankelijkheid van de Franse kolonie Algerije. De vader lijdt aan waandenkbeelden en terroriseert zijn vrouw en zoon, maar zijn zoon blijft zoeken naar erkenning en liefde van zijn vader.

## Werken
- 2005 Le Petit Bonzi
- 2006 Une promesse
- 2008 Mon traître
- 2009 La Légende de nos pères
- 2011 Retour à Killybegs
- 2013 Le Quatrième Mur. Nederlandse vertaling: De vierde wand. Vertaald door  Kris Lauwerys en Isabelle Schoepen. Atlas Contact, Amsterdam, 2017. ISBN 9789025448981
- 2015 Profession du père. Nederlandse vertaling: Het beroep van mijn vader. Vertaald door Kris Lauwerys. Atlas Contact, Amsterdam, 2019. ISBN 9789025448967
- 2017 Le Jour d’avant
- 2019 Une joie féroce
- 2021 Enfant de salaud.  Éditions Grasset